# Maurice Gibb
Maurice Ernest Gibb (ur. 22 grudnia 1949 w Douglas, zm. 12 stycznia 2003 w Miami) – brytyjski muzyk, członek zespołu muzycznego Bee Gees. Śpiewał, grał na gitarze basowej, gitarze i instrumentach klawiszowych.
Urodził się w Douglas na Wyspie Man wraz z bratem bliźniakiem Robinem, który zmarł 20 maja 2012. Był synem Hugh Gibba (1916–1992) i Barbary Gibb z domu Pass (1920–2016). Miał starszą siostrę Lesley Barbarę (ur. 12 stycznia 1945) i dwóch braci: starszego Barry’ego (ur. 1 września 1946) i młodszego – Andy’ego (ur. 5 marca 1958, zm. 10 marca 1988). Z czasem rodzina przeprowadziła się do Australii i osiedliła się w Redcliffe w stanie Queensland, niedaleko Brisbane.
Był dwukrotnie żonaty. 18 lutego 1969 poślubił piosenkarkę Lulu, rozwiedli się 21 sierpnia 1975 i wkrótce potem 17 października 1975 ożenił się z Yvonne Spencely, z którą miał dwoje dzieci: syna Adama (ur. 23 lutego 1976) i córkę Samanthę (ur. 2 lipca 1980).
Zmarł 12 stycznia 2003 w szpitalu Mount Sinai Medical Center w Miami w wieku 53 lat. Przyczyną zgonu był zawał niedokrwienny jelit (a nie jak mylnie podaje wiele źródeł zawał serca), który nastąpił podczas operacji jelit.

## Dyskografia
| Rok  | singiel                 | Pozycja na liście | Pozycja na liście | Pozycja na liście | Pozycja na liście |
| Rok  | singiel                 | Wielka Brytania   | USA               | Malezja           | Singapur          |
| ---- | ----------------------- | ----------------- | ----------------- | ----------------- | ----------------- |
| 1970 | "Railroad"              | —                 | —                 | 6                 | 9                 |
| 1984 | "Hold Her in Your Hand" | —                 | —                 | —                 | —                 |

## Filmografia
- 1970: Cucumber Castle (TV) jako Książę Mamaduke
- 1971: Melody – muzyka
- 1977: Gorączka sobotniej nocy (Saturday Night Fever) – muzyka
- 1978: Orkiestra klubu samotnych serc sierżanta Peppera (Sgt. Pepper's Lonely Hearts Club Band) jako Bob Henderson
- 1983: Pozostać żywym (Staying Alive) – muzyka
- 1984: Samotny łowca (A Breed Apart) – muzyka
- 1986: The Supernaturals jako unijny żołnierz

## Odznaczenia
- Commander Orderu Imperium Brytyjskiego – ogłoszenie 2001[13]; wręczenie 2004 (order w imieniu zmarłego Maurice'a odebrał jego syn Adam)[14]